# راینهارد گنتزل
راینهارد گِنتزِل (به آلمانی: Reinhard Genzel) (زادهٔ ۲۴ مارس ۱۹۵۲) یک دانشمند در زمینهٔ اخترفیزیک اهل آلمان است.
او عضو انستیتوی فیزیک فرازمینیِ ماکس پلانک (به آلمانی: Max-Planck-Institut für extraterrestrische Physik) و استاد دانشگاه لودویگ ماکسیمیلیان مونیخ و همچنین استاد دانشگاه کالیفرنیا، برکلی است.

وی برندهٔ جوایز متعددی در زمینهٔ حرفهٔ خود شده‌است. در ۲۰۱۲ جایزهٔ کرافورد را در رشتهٔ اخترشناسی از فرهنگستان پادشاهی علوم سوئد اخذ کرد. در ۲۰۲۰ راینهارد همراه با دو همکار خود موفق به کشف سیاه‌چاله کلان‌جرم در کهکشان ما شدند، به همین دلیل جایزهٔ نوبل فیزیک سال ۲۰۲۰ به‌طور مشترک به راینهارد گنتزل، آندره‌آ گِز و راجر پنروز اعطا شد.